# Ghiacciaio Hudman
Il ghiacciaio Hudman (in inglese: Hudman Glacier) è un ghiacciaio situato sulla costa di Zumberge, nella parte occidentale della Terra di Ellsworth, in Antartide. In particolare, il ghiacciaio, il cui punto più alto si trova a circa 1.600 m s.l.m., si trova sul versante meridionale della dorsale Sentinella, nelle Montagne di Ellsworth. Da qui, esso fluisce in direzione sud-sud-est scorrendo lungo il versante occidentale del picco Miller e del picco Fruzhin e quello orientale del picco Marze, fino a uscire della dorsale e unire il proprio il flusso a quello del ghiacciaio Minnesota, tra il flusso del ghiacciaio Carey, a est, e quello del ghiacciaio Wessbecher, a ovest.

## Storia
Il ghiacciaio Hudman è stato mappato dallo United States Geological Survey grazie a ricognizioni terrestri dello stesso USGS e a fotografie aeree scattate dalla marina militare statunitense (USN) nel periodo 1957-59 ed è stato poi così battezzato dal Comitato consultivo dei nomi antartici in onore di Rayburn A. Hudman, capitano del Corpo dei Marines, morto a bordo di un P2V Neptune in un incidente aereo avvenuto nello stretto di McMurdo il 18 ottobre 1956.